# Cinisi

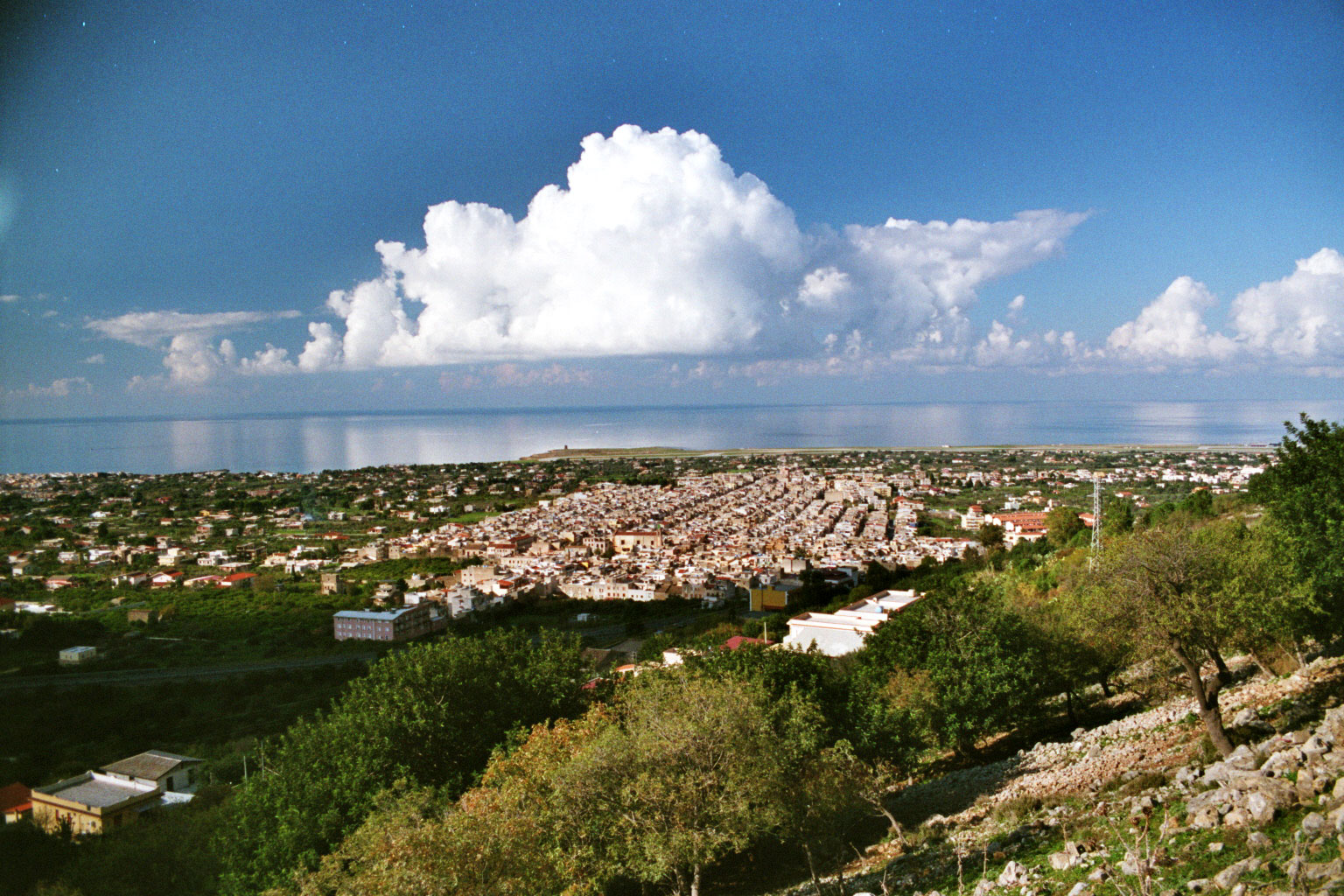
Widok na Miejscowość

Cinisi – miejscowość i gmina we Włoszech, w regionie Sycylia, w prowincji Palermo.
Według danych na rok 2004 gminę zamieszkiwało 10 817 osób, 311 os./km².